# Wellington Luís de Sousa
Wellington, nome esteso Wellington Luís de Sousa (Ourinhos, 11 febbraio 1988), è un calciatore brasiliano, attaccante dell'Avispa Fukuoka.

## Palmarès

### Club

#### Competizioni nazionali
- Campionato olandese: 1

Twente: 2010
- J2 League: 1

Shonan Bellmare: 2014
- Coppa dell'Imperatore: 1

Vissel Kōbe: 2019
- Coppa J. League: 1

Avispa Fukuoka: 2023